# Brasted
Brasted is een civil parish in het bestuurlijke gebied Sevenoaks, in het Engelse graafschap Kent.

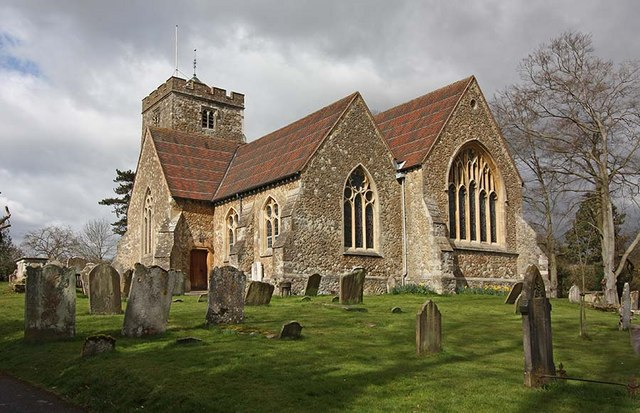
Kerk St. Martin